# 1116 Catriona
Az 1116 Catriona (ideiglenes jelöléssel 1929 GD) a Naprendszer kisbolygóövében található aszteroida. Cyril Jackson fedezte fel 1929. április 5-én, Johannesburgban.